# Чернецов, Николай Яковлевич
Николай Яковлевич Чернецо́в (1908 — 1998) — советский физик, один из создателей первой советской РЛС.

## Биография
Окончил ЛПИ имени М. И. Калинина  (1936).
С 1935 года работал в специальной лаборатории ЛФТИ по проблеме обнаружения самолетов. Занимался созданием широкополосного усилителя промежуточной частоты для приемника супергетеродинного типа.
В 1941—1944 годах — в ОКБ при Всесоюзном энергетическом институте. С 1944 научный сотрудник ВНИИ радиолокации (с 1945 года ЦНИИ-108, затем ЦНИРТИ).
Начальник Бюро новой техники (1945—1946). Руководитель группы лаборатории № 13 (с 1946). И. о. гл. конструктора (1952—1954). Главный конструктор (1954).
Один из создателей первой советской серийной импульсной РЛС — РУС-2 (1938).
Похоронен на кладбище в Ясенево.

## Награды и премии
- Сталинская премия II степени (14 марта 1941) — за изобретение прибора для обнаружения самолётов